# Rolstoelbasketbal

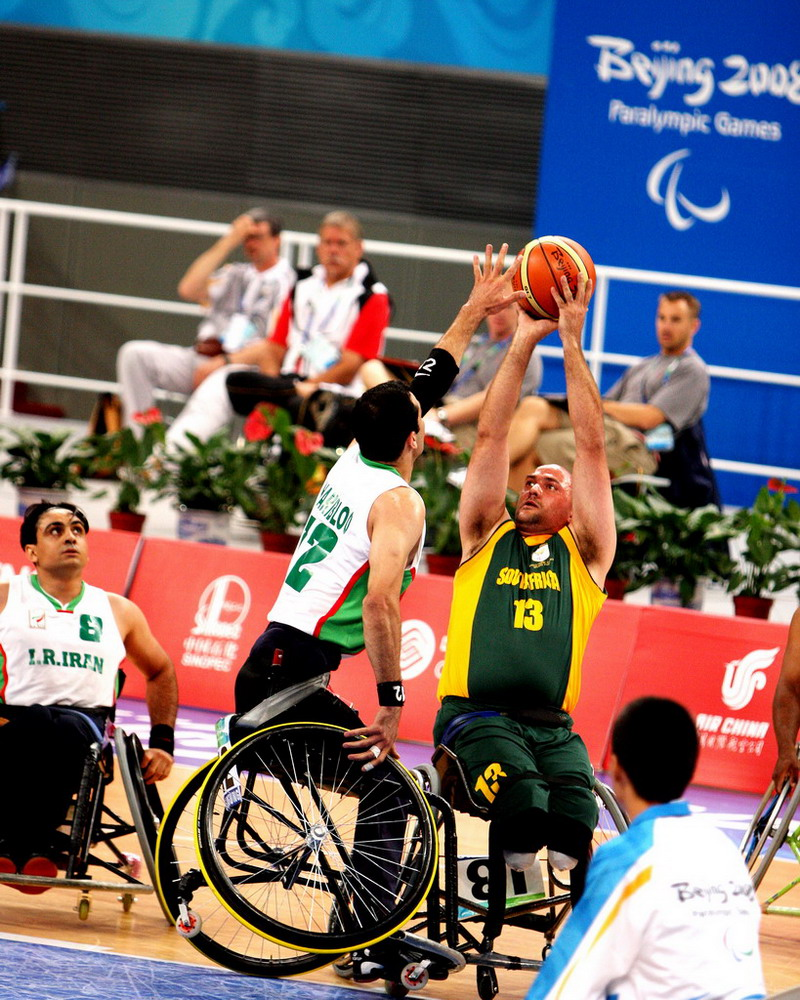
Basketbalwedstrijd op de Paralympische Zomerspelen van 2008

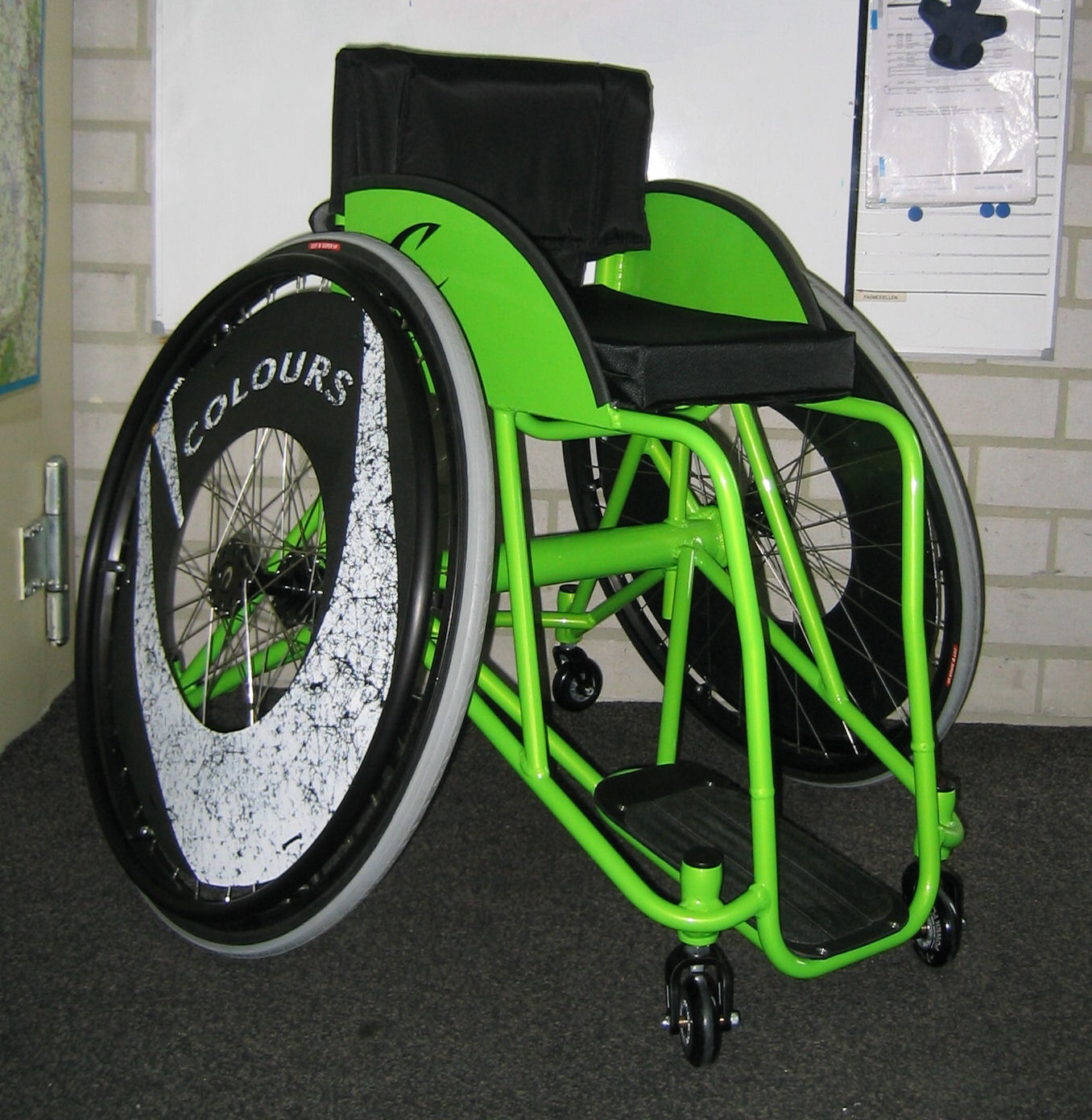
Sportrolstoel voor rolstoelbasketbal

Basketbalveld

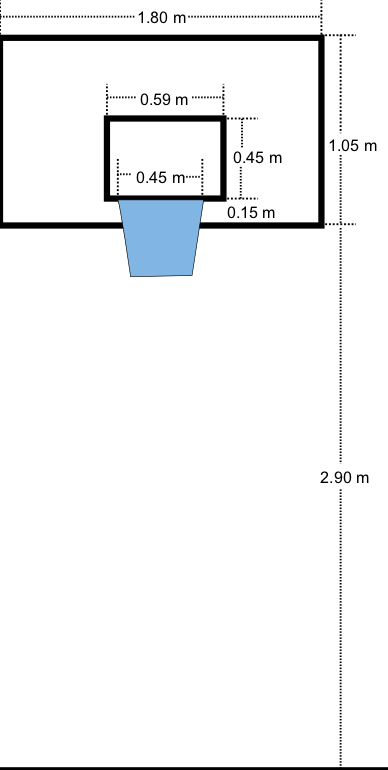
Basket

Rolstoelbasketbal is een variant op basketbal, waarbij de sporters gebruikmaken van een rolstoel.

## Geschiedenis
Rolstoelbasketbal ontstond net als het validenbasketbal in de Verenigde Staten van Amerika. Via Groot-Brittannië kwam de sport in Europa terecht. De sport won steeds meer aan populariteit en veroverde stilaan de rest van de wereld.

### Het prille begin in Amerika
Rolstoelbasketbal ontstond vlak na de tweede wereldoorlog in Amerikaanse revalidatiecentra. In de militaire ziekenhuizen vond je veel jonge veteranen met ruggenmergletsels. Deze jonge mannen hadden nog steeds zin in hun leven. Ze waren het saaie ziekenhuisleven beu en verveelden zich. Daarom zochten ze naar een manier om zich te ontspannen. Stilaan begonnen ze zich uit te leven in de sport. Ze speelden een variant van het basketbal, rolstoelbasketbal ontstond. De veteranen zelf maakten deze sport. Ze wilden niet langer als patiënt worden aanzien, maar wel als volwaardige mensen.
In 1945, reeds kort na de oorlog, werden reeds wedstrijden gespeeld tussen de teams van de verschillende revalidatiecentra. Deze wedstrijden waren allemaal regionaal. Er was nog geen echte overkoepelende organisatie die zich bezighield met de reglementering en organisatie van de sport. De eerste krantenberichten over rolstoelbasketbal dateren uit 1947, en werden gepubliceerd door de Amerikaanse krant “Framingham News”.
Rolstoelbasketbal won steeds meer aan bekendheid in Amerika. Dit kwam onder andere door de nieuwsberichten, maar ook door de tour van de rolstoelbasketbalclub  “The flying wheels of California”. De spelers maakten een trip doorheen Amerika per vliegtuig, en ze speelden overal wedstrijden. Het rolstoelbasketbal was klaar voor de verovering van Amerika en van de hele wereld.

### Het prille begin in Groot-Brittannië
In Groot-Brittannië maakte men pas later kennis met het rolstoelbasketbal. Er werden wel tal van andere sporten gespeeld in een rolstoel. Enkele voorbeelden hiervan zijn: rolstoelpolo, boogschieten, tafeltennis en rolstoelnetbal. Het rolstoelnetbal kon je het “kleine neefje” van het rolstoelbasketbal noemen. De twee baskets waarin gespeeld werd hadden geen achterbord en er waren weinig regels omtrent het dribbelen en de speeltijd. Het was eerder een soort van korfbal dat in rolstoelen werd gespeeld.
Ook dokters zagen de positieve aspecten van het sporten. In Groot-Brittannië had je dokter Sir Ludwig Guttmann, een Engelse neuroloog van het Stoke-Mandeville Hospital in Avlesbury. Hij gebruikte sport als middel om de levenskwaliteit van gewonden uit de tweede wereldoorlog te verbeteren.
In 1948 werden in Groot-Brittannië de eerste internationale kampioenschappen voor rolstoelsporten of de Stoke Mandeville Games georganiseerd. Er werd daar een eerste maal rolstoelbasketbal gespeeld in het jaar 1955. Alhoewel basketbal in die tijd meer en meer aan populariteit won, duurde het toch tot 1957 vooraleer rolstoelbasketbal de plaats ging innemen van het, door de Engelsen zo geliefde, netbal.

### Van therapie naar een volwaardige vrijetijdsbesteding
Rolstoelbasketbal bleef door verschillende nationale en internationale wedstrijden geen verkapte vorm van therapie. Het werd een volwaardige vorm van vrijetijdsbesteding. Het rolstoelbasketbal omvatte geen moeilijke toestanden. Er waren minimale aanpassingen aan de “gewone” basketbalreglementen. Hier en daar werden kleine aanpassingen gemaakt, en dit bleek voldoende te zijn. Men speelde nog steeds vijf tegen vijf, de basket bleef op dezelfde hoogte hangen, en het veld had dezelfde afmetingen als in het basketbal voor valide spelers.
Door deze minimale aanpassingen was de sport ook zeer spectaculair om te zien. Rolstoelbasketbal werd al snel een van de populairste rolstoelsporten ter wereld, grote tornooien bleven niet uit. Maar hier dook snel een probleem op. Hoe groter het rolstoelbasketbal werd, hoe meer nood men had aan een degelijke overkoepelende organisatie. Er waren immers toen nog geen spelregels, en er werden nog geen uitslagen van de wedstrijden bijgehouden. Er bestond ook geen echte ploegenclassificatie.

### De sport organiseert zich
In de jaren ‘40 hadden sporters met een handicap af te rekenen met veel vooroordelen. Sporten leek voor de valide mensen en niet voor personen met een beperking. Ook in de medische wereld stuitte men op veel ongeloof. Het was aan de rolstoelbasketbalspelers om dit aan te pakken. Ze wilden de dokters tonen, dat ze in de eerste plaats mensen waren die van het leven wilden genieten, en niet enkel patiënten!
Ze hadden een nieuw doel in het leven: rolstoelbasketbal.
Al in 1946 bestond in Amerika een organisatie die zich bezighield met het organiseren van wedstrijden en tornooien rolstoelbasketbal. De organisatie noemde zichzelf “Paralised Veterans of Amerika” of kortweg PVA. De wedstrijden vonden plaats in de verschillende ziekenhuizen waar gewonde soldaten werden verzorgd. De PVA hield reeds wedstrijdklassementen bij. De teams werden gerangschikt door een onafhankelijke jury, die gevormd werd door de Helms Foundation in LA. In 1948 werd de eerste championship trofee uitgereikt aan het beste team van de PAV ziekenhuizen.  Deze competitie duurde tot het jaar 1951.
Tijdens de eerste jaren van het rolstoelbasketbal waren er nog geen nationaal of internationaal aanvaarde regels of afspraken. In die tijd was rolstoelbasketbal eerder een vorm tussen het basketbal en rugby.
Het rolstoelbasketbal veranderde drastisch na het ontstaan van de hometown teams. Deze ploegen waren niet langer verbonden aan een ziekenhuis. Ze organiseerden zich op zelfstandige basis. Deze ploegen focusten zich meer op de competitie en het sporten zelf. De revalidatie kwam wat op de achtergrond. De komst van deze ploegen zorgde ervoor dat ook mensen met andere beperkingen zin kregen om aan rolstoelbasketbal te doen.  Deze sporters voegden zich bij de sportende paraplegiekers. Zo had je nu ook rolstoelbasketballers met polio en amputaties. Deze nieuwelingen waren lichamelijk vaak sterker dan de paraplegiekers. Mensen met een ruggenmergletsel werden dus een beetje verdrongen door de fysiek sterkere sporters. Er was nood aan een systeem om de ploegen gelijkwaardig te verdelen. Ook de behoefte aan het vormen van vaste afspraken en spelregels drong zich op. 
Als antwoord op al deze noden ontstond in het jaar 1949 in de VS de National Wheelchair Basketball Assosiation (NWBA). Deze organisatie werd opgericht door Timothy Nugent. Hij zag deze vereniging als een kans voor de mensen met een handicap om zich opnieuw te integreren in de maatschappij. Het motto van de NWBA was dat een handicap hebben niet noodzakelijk zielig moest zijn, of een ramp was. Het was eerder een uitdaging van het leven.
De NWBA zorgde al vlug voor de publicatie van de eerste internationale spelregels. Zo konden de verschillende nationale en internationale wedstrijden veel vlotter verlopen. Er moest nu immers niet meer oeverloos gediscussieerd worden over een wedstrijd omtrent afspraken of spelregels die tussen de twee ploegen zouden gelden.
De eerste internationale basketbalwedstrijd werd gespeeld in 1955 op de Stoke Mandeville Games (de voorloper van de Paralympics). In de beginjaren was het enkel toegelaten aan paraplegiekers om internationale rolstoelbasketbalwedstrijden te spelen. Na veel tegenkantingen van de sporters zonder ruggenmergletsel, die nationaal zeer goed presteerden, kwam er in 1968 eindelijk een classificatiesysteem. De sporters werden in drie klassen verdeeld. Het ging om een twaalfpuntensysteem. Er mochten dus maximum twaalf punten per ploeg op het veld staan tijdens een wedstrijd. Dit systeem had wel veel hiaten. Dokters bepaalden de classificatie per speler. Ze keken hier enkel naar de bewegingsbeperking en de letsels van de spelers. Er waren ook geen controlecriteria voor de verschillende classificaties. Enkel via medisch onderzoek kregen de spelers punten toegewezen. Er waren in de sportwereld veel misbruiken tegen dit nieuwe systeem. Niet alle sporters kregen een eerlijke classificatie toegekend, veel onderzoeken werden gemanipuleerd. Dit nieuwe systeem werd met veel klachten onthaald bij de hoge paraplegiekers. De organisatoren negeerden deze klachten omdat er nu eenmaal geen ander of beter alternatief voorhanden was.
Rolstoelbasketbal was een van de acht sporten op de eerste Paralympische Spelen in 1960 in Rome, Italië.
Door de organisatie van verschillende internationale wedstrijden veroverde het rolstoelbasketbal stilaan de hele wereld. Onder impuls van André Raes en Bob Deruelle werd in 1970 in Brugge het eerste Europese kampioenschap rolstoelbasketbal georganiseerd. Nog veel grote wedstrijden zouden volgen. De eerste ‘Gold Cup’ (wereldkampioenschap) werd in 1973 gehouden, waarbij weerom Brugge de eerste gaststad was. Het eerste wereldkampioenschap voor mannen werd gewonnen door Groot-Brittannië. In 1994 werd in Stoke Mandeville het eerste wereldkampioenschap voor dames georganiseerd, gewonnen door Canada.
In 1973 liet de ISMGF (International Stoke Mandeville Games Federation) toe dat er een subgroep voor het rolstoelbasketbal werd gevormd, met als voorzitter André Raes. Zij hield zich voortaan bezig met de organisatie van de rolstoelbasketbalwedstrijden op de Stoke Mandeville Games. De organisatie van het rolstoelbasketbal specialiseerde zich steeds meer. De subgroep betekende een enorme kwaliteitsverbetering voor het rolstoelbasketbal: het werd meer spelersgericht, en er was ook een beter presentatie naar het publiek toe.
In 1981 werden op internationale wedstrijden naast ruggenmergletsels ook andere handicaps toegelaten. Daardoor kwam het classificatiesysteem opnieuw onder vuur te liggen. Ditmaal werd wel naar de vele argumenten geluisterd. In 1982 werd het eerste basketbal classificatie comité opgericht. Deze classificatie was nu meer naar de sport zelf georiënteerd. De classificatiecriteria waren nu gebaseerd op de bewegingsmogelijkheden van de sporters. Het werd een 4-klassensysteem en men mocht dertien punten hebben per team.
De naam “sub-section of the ISMGF” werd in 1989 veranderd in de IWBF, de afkorting voor de International Wheelchair Basketball Federation.
De laatste stap werd gezet in 1993: IWBF werd een onafhankelijke vereniging. Via deze weg wilden ze het rolstoelbasketbal uitbouwen en organiseren over de hele wereld. Dit deden ze dus door zelf de touwtjes in handen te nemen. In de daaropvolgende jaren groeide IWBF in omvang, en op basis van het aantal ‘National Organisations of Wheelchair Basketball’ (NOWB’s) met actieve programma’s configureerde de internationale federatie zichzelf in vier geografische zones: Afrika, Amerika, Azië / Oceanië en Europa. Momenteel zijn 105 NOWB’s lid van IWBF.

## Nederland
In Nederland is de sport georganiseerd in een competitie die is onderverdeeld in vier divisies: bovenaan staat de Eredivisie met daaronder de A, B en C toernooidivisies. Vanaf het seizoen 2009-2010 wordt er in alle divisies met een zogenaamd puntensysteem gewerkt. De eredivisieteams spelen parallel aan de eigen competitie ook tegen de sterkste Belgische teams in de zogenaamde Bene-competitie. De drie lagere divisies spelen hun wedstrijden in toernooivorm. Er is geen aparte competitie voor dames en heren: de teams zijn gemengd. In alle divisies worden de dames en jongeren wel in punten gecompenseerd vanwege het verschil in fysiek vermogen.
De Nederlandse Basketball Bond (NBB) organiseert de competitie tezamen met Gehandicaptensport Nederland voorheen de NEBAS. De internationale wedstrijden worden georganiseerd door de International Wheelchair Basketball Federation (IWBF). Internationaal wordt Nederland vertegenwoordigd door het Nederlands rolstoelbasketbalteam (mannen) en Nederlands rolstoelbasketbalteam (vrouwen).

## Handicap en puntensysteem
In de competities wordt met een zogenaamd puntensysteem gewerkt: iemand met een zware handicap krijgt een lager aantal punten dan iemand met een lichte handicap. Het minimumaantal punten dat een speler kan krijgen is 1, het maximum is 4,5. Een valide speler krijgt altijd 4,5 punt.
Voor de competitie geldt dat er slechts 2 valide spelers met een team mogen meedoen.
De definitie die de bond gebruikt om te bepalen of iemand een handicap heeft is de volgende: "Een rolstoelbasketballer kan niet springen, sprinten en pivoteren als een valide basketballer, en er moet
sprake zijn van een objectieve permanent meetbare fysieke beperking in het bewegingsapparaat die geverifieerd kan worden via medisch geaccepteerde methoden als röntgen, scanners en testen.". Iemand die niet aan de definitie voldoet wordt als valide speler aangemerkt.

## Regels
Bij rolstoelbasketbal is het de bedoeling dat de bal door het basket van de tegenstander gegooid wordt.
Een team heeft 24 seconden om proberen te scoren. Als deze tijdslimiet wordt overschreden, dan krijgt de tegenpartij de bal. De spelers moeten de bal dribbelen als ze hem in bezit hebben, het dribbelen bij rolstoel basketbal gaat een beetje anders dan dribbelen bij gewoon basketbal. De regel is dat er 2 keer aangezet mag worden (het zogenaamde 'pushen') voordat de bal gestuit moet worden. Als na tweemaal pushen de speler de bal niet stuit of overspeelt maar nog een keer pusht wordt hij door de scheidsrechter afgefloten voor de overtreding '3 keer pushen', in dat geval gaat de bal naar de tegenpartij.
Als de bal door het net van de tegenstander gaat krijgt het scorende team een of meerdere punten.
- 1 punt uit een vrije worp
- 2 punten uit het tweepunter gebied van het gebiedsdoel.
- 3 punten uit het driepunter gebied van het gebiedsdoel.

Een rolstoelbasketbal wedstrijd bestaat uit vier periodes van tien minuten. Na de eerste en derde periode is er een pauze van één minuut. Na de tweede periode is er een pauze van vijftien minuten. Bij een gelijke stand na de vier periodes volgt er een verlenging van vijf minuten. Blijft de stand gelijk dan wordt er net zo lang met vijf minuten verlengd tot een team gewonnen heeft.

### Speelveld
Het speelveld is 28x15 meter met op elk uiteinde een basket. Deze basket hangt op een hoogte van 3,05 meter, en het middelpunt van de basket ligt op 1,575 meter vanaf de achterlijn. Het veld heeft twee zij- en achterlijnen, een middenlijn, een vrijeworplijn deze ligt op 5,80 meter van de achterlijn en een driepuntlijn deze ligt op 6,75 meter vanaf het middelpunt van de basket. Verder is er nog de middencirkel waar elke wedstrijd begint. Bij de basket ligt nog een gebied dat de bucket wordt genoemd. De bucket is een gebied van 6 meter breed dat begint bij de achterlijn en eindigt bij de vrijeworplijn. De korf bevindt zich op 1,2 meter van de achterlijn. De korf heeft een diameter van 0,45 meter, het backboard is 1,80 meter breed en 1,05 meter hoog. De onderkant van het bord bevindt zich op een hoogte van 2,90 meter.

### Teams
Elk team bestaat uit maximaal twaalf spelers, minimaal vijf spelers. Elke wedstrijd moet beginnen met vijf spelers per team in het veld. Met minder spelers mag er niet begonnen worden aan de wedstrijd. Maximaal mogen er per team zeven wisselspelers naast het veld zitten.
Elk teamlid wordt in een klasse ingedeeld: er zijn klassen lopend van 1 t/m 4,5 (per klasse een half punt verschil). De indeling gebeurt op basis van de mogelijkheden van de speler, waarbij de rompbeweging en stabiliteit bepalende factoren zijn.
Het totaal van de punten van de spelers per team in het veld, mag niet meer dan 14,5 punten zijn. Internationaal mag het totaal 14 punten per team zijn. In de lagere landelijke competities gelden andere puntenwaardes per team (ingesteld vanaf seizoen 2007-2008).

## De rolstoel
De rolstoel wordt aanzien als een deel van de speler en dient te voldoen aan verschillende voorwaarden (indien dit niet het geval is zal de rolstoel van de wedstrijd worden uitgesloten).
- De beschermende horizontale stang aan de voorzijde van de rolstoel mag niet hoger geplaatst zijn dan 11cm van de speelvloer (gemeten als de kleine wielen vooraan op de grond staan).

Merk op: indien er geen beschermende horizontale stang aan de voorzijde is mag de voetensteun niet hoger geplaatst zijn dan 11 cm van de speelvloer (gemeten als de kleine wielen vooraan op de grond staan). Is er een beschermende horizontale stang aanwezig, mag de voetensteun op gelijk welke hoogte worden geplaatst.
- Een of twee anti-tipwieltjes mogen aan de achterkant van de rolstoel worden bevestigd. Maar de afstand tussen de speelvloer en de onderkant van het anti-tipwieltje mag maximum 2 cm zijn (dit is wanneer de speler in de stoel zit en voorwaarts rijdt).

Merk op: de anti-tipwieltjes mogen niet voorbij de grote wielen uitkomen.
- De maximale hoogte van de vloer tot het hoogste punt van het kussen -indien er een kussen wordt gebruikt- , of tot het hoogste punt van het zitgedeelte -indien er geen kussen wordt gebruikt- , mag niet hoger zijn dan:

– 63 cm voor spelers met een 1.0 – 3.0 classificatie
– 58 cm voor spelers met een 3.5 – 4.5 classificatie
Merk op: dit is gemeten als de voorste wieltjes in de voorwaartse rijrichting staan (zonder speler in de rolstoel).
- De grote wielen mogen niet groter zijn dan 69 cm diameter (banden inbegrepen). Zowel aan de rolstoel als aan de grote en de kleine wielen mogen er geen ‘flikkerlichtjes’ worden bevestigd.

- Aan elk groot wiel moet er een hoepel bevestigd zijn.

- Versnellingen, remmen en stuurinrichtingen zijn niet toegestaan op de rolstoel.

- Alle kleuren van banden zijn toegestaan zolang ze geen markering achterlaten op de sportvloer die niet verwijderd kan worden.

- De horizontale buis aan de achterzijde van de rugleuning moet ingepakt zijn om kwetsuren te vermijden.

Algemene opmerkingen
Opmerking : Tijdens een wedstrijd is het mogelijk dat er een probleem ontstaat met een rolstoel waardoor deze niet langer functioneel is of onveilig is. De ploeg mag de stoel herstellen binnen de 50 seconden.  Lukt dit niet, dan moet de speler vervangen worden. Als later de herstelling wel gelukt is, mag de speler terug aan de wedstrijd deelnemen.
In al de gevallen wordt de hoogte gemeten van de vloer tot het hoogste punt van het zitgedeelte inclusief het kussen, indien er een wordt gebruikt.